# Roque de Jama
Roque de Jama este o arie protejată (arie specială de conservare — SAC, sit de importanță comunitară — SCI) din Spania întinsă pe o suprafață de 92,5 ha, integral pe uscat.

## Localizare
Centrul sitului Roque de Jama este situat la coordonatele 28°05′27″N 16°38′39″W / 28.0907°N 16.6443°V.

## Înființare
Situl Roque de Jama a fost declarat sit de importanță comunitară în octombrie 1999 pentru a proteja 1 specie de plante. Situl a fost protejat și ca arie specială de conservare în ianuarie 2010.

## Biodiversitate
Situată în ecoregiunea , aria protejată conține 2 habitate naturale: Păduri endemice cu Juniperus spp., Tufărișuri termo-mediteraneene și de pre-deșert.
La baza desemnării sitului se află o specie protejată de  plante: Anagyris latifolia.